# Wheels Turn Beneath My Feet
Wheels Turn Beneath My Feet – album koncertowy brytyjskiego muzyka i wokalisty Finka, wydany 18 września 2012 roku nakładem wytwórni płytowej Ninja Tune. Album zawiera utwory wykonywane na żywo podczas recitali w Kopenhadze, Londynie, Wiedniu, Amsterdamie, Paryżu, Lyonie i Pradze.
Wydawnictwo dotarło do 159. miejsca flandryjskiego zestawienia Ultratop w Belgii.

## Lista utworów
Opracowano na podstawie materiału źródłowego.
1. „Biscuits” (Amager Bio, Kopenhaga) – 5:48
2. „Perfect Darkness” (Union Chapel, Londyn) – 6:53
3. „Fear Is Like Fire” (Koko, Londyn) – 6:51
4. „Yesterday Was Hard on All of Us” (Paradiso, Amsterdam) – 4:55
5. „Blueberry Pancakes” (WUK, Wiedeń) – 5:40
6. „Trouble’s What You’re In” (Union Chapel, Londyn) – 5:17
7. „Berlin Sunrise” (La Cigale, Paryż) – 6:07
8. „Warm Shadow” (Epicerie Moderne, Lyon) – 6:48
9. „Honesty” (La Cigale, Paryż) – 4:52
10. „Wheels” (Paradiso, Amsterdam) – 4:06
11. „This Is the Thing” (Paradiso, Amsterdam) – 5:43
12. „Sort of Revolution” (La Cigale, Paryż) – 9:03
13. „Pretty Little Thing” (Meetfactory, Praga) – 7:14